# Begonia angraensis
Begonia angraensis es una especie de planta perenne perteneciente a la familia Begoniaceae. Es originaria de Sudamérica.

## Distribución
Se encuentra en Brasil en la Mata Atlántica en Río de Janeiro.

## Taxonomía
Begonia angraensis fue descrita por Alexander Curt Brade y publicado en Arquivos do Servico Florestal 2: 222, pl. 2. 1943.
Etimología
Begonia: nombre genérico, acuñado por Charles Plumier, un referente francés en botánica, honra a Michel Bégon, un gobernador de la excolonia francesa de Haití, y fue adoptado por Linneo.
angraensis: epíteto